# Áurea
Áurea is een gemeente in de Braziliaanse deelstaat Rio Grande do Sul. De gemeente telt 3.789 inwoners (schatting 2009).